# Comics & Pin-ups
Comics & Pin-ups ist das elfte Studioalbum der Kölner Rockband BAP. Es erschien 1999 bei EMI Electrola und erreichte für eine Woche (5. Februar–11. Februar 1999) Platz 1 der deutschen Albumcharts.
Mit Comics & Pin-ups erreichte BAP zum ersten Mal seit dem Album X für 'e U (1990) wieder Platz 1 der deutschen Albumcharts. Im Vergleich zum Vorgängeralbum Amerika gab es eine personelle Veränderung: Sheryl Hackett übernahm für Mario Argandoña den Job der Perkussionistin.

## Songs und Albumcover
Der Song Hück ess sing Band en der Stadt handelt von der in den 1990ern abgerissenen Kölner Sporthalle und beschreibt die Erinnerungen Wolfgang Niedeckens an die dort durchgeführten Veranstaltungen. Im Buch Song By Song sagt Wolfgang Niedecken zu dem Song: „Ich habe das Stück geschrieben, als klar war, dass sie abgerissen wird, was ich heute noch bedaure. Ich trauere der immer noch nach, weil das eine wunderbare Hallengröße war. Dann kommt natürlich hinzu, dass ich in der Sporthalle außer den Beatles alle gesehen habe. Die komplette Rock’n’Roll-Geschichte hat für mich in der Kölner Sporthalle stattgefunden. Dort habe ich alle meine Helden gesehen: Hendrix, Who, Kinks, Led Zeppelin, Procol Harum. Wenn es die Halle schon nicht mehr gibt, könnte man wenigstens einen Gedenkstein aufstellen. Schließlich ist das ein Stück Kulturgeschichte. An alten Fachwerkhäusern werden auch Schilder angebracht, wenn dort ein berühmter Komponist mal eine Nacht geschlafen hat.“ Widder su ’ne Sonndaachmorje beschreibt die Gefühlslage eines Strafgefangenen und die Sinnlosigkeit des täglichen Alltags; aus diesem Lied stammt auch der Titel des Albums: „Comics un Pin-ups, en lackierte Betonwand un en Sonn uss Neon, … ejal.“ (dt.: „Comics und Pin-Ups, eine lackierte Betonwand und eine Sonne aus Neon, … egal.“).  Für ’ne Moment ist der Song, der zum einen eine Hommage an die Sprache der Band Kölsch als auch die Anfangsgeschichte der Band ist.
Das Albumcover zeigt comicartig eine Art weiblicher „Tarzan“, die in einer Großstadt an einem Kran über die Dächer schwingt, während eine männliche „Jane“ an ihrem Hals hängt und ängstlich in die Tiefe schaut. Auf dem Inlay der CD steht „das Jubiläumsalbum“ und soll an die 20 Jahre seit Erscheinen des ersten Albums … rockt andere kölsche Leeder erinnern.
Die Tournee zum Album begann am 19. April 1999.

## Titelliste
1. Wat jeht uns die Sintflut ahn? – (K. Heuser, W. Niedecken) – 5:04
2. Hück ess sing Band en der Stadt – (K. Heuser, W. Niedecken) – 4:24
3. Lena – (J. Streifling, W. Niedecken) – 4:50
4. Psycho-Rodeo – (K. Heuser, W. Niedecken) – 4:15
5. Ahnunfürsich – (K. Heuser, W. Niedecken) – 5:17
6. Widder su ’ne Sonndaachmorje – (K. Heuser, W. Niedecken) – 5:32
7. Für ’ne Moment – (A. Büchel, J. Streifling, W. Kopal, W. Niedecken) – 4:32
8. Du kapiers et  nit – (J. Streifling, W. Niedecken) – 3:30
9. Josephine, sechs Uhr – (W. Niedecken, J. Streifling, W. Kopal) – 4:41
10. Allerletzte Chance – (W. Niedecken, J. Streifling, A. Büchel) – 4:46
11. Miss Samantha’s Exclusiv-Discount-Jeschenkboutik – (K. Heuser, W. Niedecken) – 4:31
12. Besser wöhr et schon – (K. Heuser, W. Niedecken) – 5:28
13. Nie zo spät – (W. Niedecken) – 6:28

## Neuveröffentlichung 2006
Das Album erschien am 15. Dezember 2006 erneut bei EMI als „Digital Remastered CD“ mit einer zweiten CD, die folgendes Bonusmaterial enthielt:
1. Wat jeht uns die Sintflut ahn? ("Elba-Session", 1998) – (K. Heuser, W. Niedecken)
2. Besser wöhr et schon ("Elba-Session", 1998) – (K. Heuser, W. Niedecken)
3. Widder su ne Sonndaaachmorje ("Elba-Session", 1998) – (K. Heuser, W. Niedecken)
4. Hück ess sing Band en der Stadt ("Elba-Session", 1998) – (K. Heuser, W. Niedecken)
5. Miss Samantha's Exclusiv-Discount-Jeschenkboutik ("Elba-Session", 1998) – (K. Heuser, W. Niedecken)
6. Wo bess du jetz? ("Elba-Session", 1998) – (W. Niedecken)
7. Für ’ne Moment ("Elba-Session", 1998) – (A. Büchel, J. Streifling, W. Kopal, W. Niedecken)
8. Hück ess sing Band en der Stadt (feat. Markus Stockhausen – Studio-"N"-Mix) – (K. Heuser, W. Niedecken)

## Single-Auskopplungen
- 16. November 1998 – Lena (Radio Edit) / Psycho-Rodeo / Lena (Album-Version)
- 8. Februar 1999 – Ahnunfürsich (Radio Edit) / Ahnunfürsich (Album-Version) / Josephine, sechs Uhr / Hungry Heart (live)